# アイスランドの選挙区

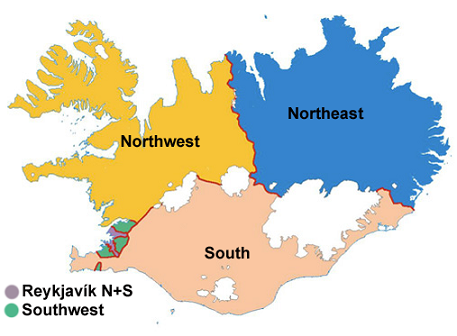
アイスランドの選挙区

アイスランドの選挙区（アイスランドのせんきょく）ではアイスランドの選挙区について解説する。
アイスランドは、アルシング（国会）の議員を選出するために、全部で6区の選挙区（アイスランド語: kjördæmi）に分けられている。 

## 歴史
現在の区割は1999年の憲法改正によって定められたものである。これは、レイキャヴィーク市およびその郊外在住の有権者に比べ、地方では有権者1人当たりの議員数が多いという問題（不当配分、一票の格差）に対し、地域間の均衡を取ろうとする試みであった。新たな区割は、3区の地方部的選挙区（北西部、北東部、南部）と3区の都市部的選挙区（北レイキャヴィーク、南レイキャヴィーク、南西部）から成る。それでもなお都市部と地方部の票の不均衡は残っており、選挙法のある条項では、もし一つの選挙区における国会1議席あたりの有権者数が、他のいずれかの選挙区の半分を下回れば、それら2選挙区の間で1議席の移譲がなされる、と定められている。この処置は実際に行われたことがあり、2007年の選挙では、1議席が北西部選挙区から南西部選挙区へ移譲された。

## 選挙区
選挙区は以下のようになっている。末尾の丸括弧内は各選挙区から選出される議席数を示す（総計63議席）。
- 北レイキャヴィーク選挙区（アイスランド語: Reykjavíkurkjördæmi Norður）: (11)
- 南レイキャヴィーク選挙区（アイスランド語: Reykjavíkurkjördæmi Suður）: (11)
- 北西部選挙区（アイスランド語: Norðvesturkjördæmi）: (9)
- 北東部選挙区（アイスランド語: Norðausturkjördæmi）: (10)
- 南部選挙区（アイスランド語: Suðurkjördæmi）: (10)
- 南西部選挙区（アイスランド語: Suðvesturkjördæmi）: (12)